# Gros-Morne (Haïti)
Pour les articles homonymes, voir Gros Morne (homonymie).
Gros-Morne (Gwo Mòn en créole haïtien) est une commune d'Haïti, située dans le département de l'Artibonite, et chef-lieu de l'Arrondissement de Gros-Morne.

## Démographie
La commune est peuplée de 155 692 habitants(recensement par estimation de 2015).

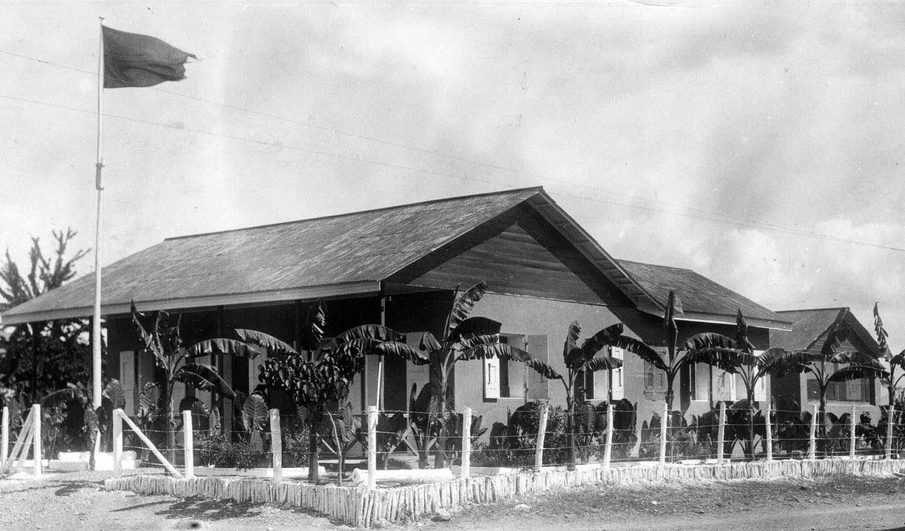
Gendarmerie communale (1920)

## Administration
La commune est composée de 8 sections communales :
| - 1- Boucan Richard - 2- Rivière Mancelle - 3- Rivière Blanche - 4- L'Acul | - 5- Pendu - 6- Savane Carrée - 7-Moulin - 8- Ravine Gros Morne |

## Histoire
Le 24 octobre 2004, des combats se sont déroulés à Gros-Morne lors de l'éviction du président Jean-Bertrand Aristide.
La ville de Gros-Morne surnommée la cite de Paul Prompt,ce dernier était l’un des chefs des insurgés a Gros Morne avec Étienne Magny au moment de la guerre de l’indépendance du pays . Gros Morne est la quatrième ville du département de l'Artibonite,
le maire principal est Hubert cénéac .
En décembre 2011, la députée de la 48e législature Gerandale Thelusma est décédée dans un accident sur la route nationale No 1.

## Économie
L'économie locale repose sur la mangue francisque, malgré les faibles moyens de transport, sur la culture maraîchère ainsi que sur la production du café et du coton. Le sous-sol est exploité et produit du manganèse, de la bauxite et du cuivre.

## Médias
Gros-morne compte plusieurs stations de radio et deux chaines de télévision (Tele La Chandeleur chaine 5 et Telé Celeste chaine 9). Francisque fm 98.9 ci-devant Horizon est le plus ancien des médias en fonction (fondée le 10 septembre 1994). Radio Union fm 96.3 en est le plus recent. 
Voici les médias de la ville.
|    | Medias                      | Type de média | Fréquence/ Chaines | Responsable                                 |
| -- | --------------------------- | ------------- | ------------------ | ------------------------------------------- |
| 1  | Radio Polpromt              | Privé         | 91.5               | Wenchel Regne                               |
| 2  | Radio Sfm / TVS             | Privé         | 102.7              | Luckency EMILE                              |
| 3  | Radio Tele Celeste          | Privé         | 104.9/ ch9         | Sem Eugene                                  |
| 4  | Radio La Voix De Gros-Morne | communautaire | 95.5               | Benoit Silencieux & Amelior Fleurizar       |
| 5  | Radio Sans Frontier         | Privé         | 97.3               | Past. Marcso                                |
| 6  | Radio Francisque            | communautaire | 98.9               | Pierre Antoine Bernard                      |
| 7  | Radio Tele La Chandeleur    | Privé         | 92.1/ ch5          | Rev. Monfort Vladimir & Rev. Wilner Donecia |
| 8  | Radio Gros-Morne            | Privé         | 106.7              | Roudy Jeannot                               |
| 9  | Radio Dany                  | Privé         | 107.3              | Daniel Inelus                               |
| 10 | Radio Union                 | Privé         | 96.3               | Wedner Gédéon                               |
| 11 | Hexa Radio                  | Privé         | 101.3              | Pierre-Raymond Cetoute                      |